# Famille Alfakar
La famille Alfakar (ou Alfakhkhar), parfois mentionnée comme Ibn Alfakar, est l'une des plus anciennes familles juives d'Espagne, et l'une des plus distinguées de la période des Rishonim (autorités rabbiniques médiévales), tant par sa position sociale que par son érudition. Originaire de Grenade, elle s'installe à Tolède.
Plusieurs de ses membres se sont distingués, en particulier Abraham et Juda Alfakar, Juifs de cour au XIIIe siècle

## Personnalités
- Un certain Alfakar (prénom inconnu), auteur d'un traité De la rédemption, contemporain d'Abraham ibn Ezra (1092 - 1167) est mentionné par celui-ci dans son commentaire du Livre de Daniel.
- Le « vénérable Ibn Matka Alfa[kar] » est mentionné par Moïse Maïmonide (1135 - 1204), quelques années avant la mort de ce dernier
- Hym ou Hayyim Alfakar de Grenade est mentionné par Alfonso de Spina comme étant le médecin particulier du roi Alphonse.
- Joseph Alfakar, à peu près contemporain du précédent (1190), exerce également la profession de médecin de cour à Tolède. Le « sage érudit, le grand Nassi et médecin » a joué un rôle déterminant dans la lutte contre l'implantation des Karaïtes (adeptes d'un mouvement juif basé sur la seule Bible hébraïque, adversaires du judaïsme rabbinique traditionnel) en Espagne[1]. Il est le père de Juda Alfakar et, probablement, d'Abraham Alfakar.
- Abraham Alfakar (décédé en janvier 1231 ou 1239) est un membre hautement honoré de la cour d'Alphonse VIII de Castille, à Tolède. Poète polyvalent, maîtrisant l'arabe, il est l'auteur d'une eulogie à la gloire du roi[2], qui l'honorera d'une mission auprès de Yusuf al-Mustansir, sultan du Maroc.
- Juda Alfakar (décédé en 1235) est le médecin particulier de Ferdinand III de Castille. Doté d'un esprit fin, il acquiert une excellente éducation scientifique et exerce une grande influence à Tolède. Il se distingue dans la controverse autour des travaux de Moïse Maïmonide, prenant position aux côtés des adversaires de ce dernier. Le rabbin David Kimhi (Radaq), déjà vieux, tente de le gagner à la cause des pro-maïmonidiens, et part à la tête d'une ambassade de Juifs provençaux à Tolède dans ce but. Cependant, il tombe malade en cours de route, à Avila, et doit regagner Narbonne. Le Radaq adresse alors une lettre à Juda Alfakar, qui commence par ces mots : « Ô Juda, tes frères te rendent hommage de loin ; tu es orné de sagesse, de grandeur et de modestie. » Cela ne suffit pas à attendrir Juda, empli d'intolérance castillane. Une seconde lettre du Radaq reçoit une réponse plus tranchante, dans laquelle il condamne sans merci la tentative effectuée par Maïmonide pour rapprocher la philosophie aristotélicienne (et grecque en général) du judaïsme. Il reproche à Maïmonide de s'être permis d'être influencé par de simples hypothèses philosophiques. Tout en admettant la grandeur de l'homme Moïse Maïmonide, digne de respect pour le bien qu'il avait fait, Juda Alfakar insiste sur le fait qu'il n'était qu'un homme, et qu'accepter aveuglement ses erreurs serait un péché. 
Les arguments de Juda Alfakar contre la synthèse entre judaïsme et philosophie seront repris par de nombreux opposants à Maïmonide, et le canon qu'il établit des siècles plus tard, aurait été approuvé par Spinoza (notons cependant que ce dernier sera en profond désaccord avec son interprétation des Saintes Écritures[3]). Toutefois, la rudesse avec laquelle il traita le Radaq, un sage vénérable et universellement respecté, lui valut des réprobations appuyées, même dans le cercle de ses amis.

## Pour approfondir